# Javen

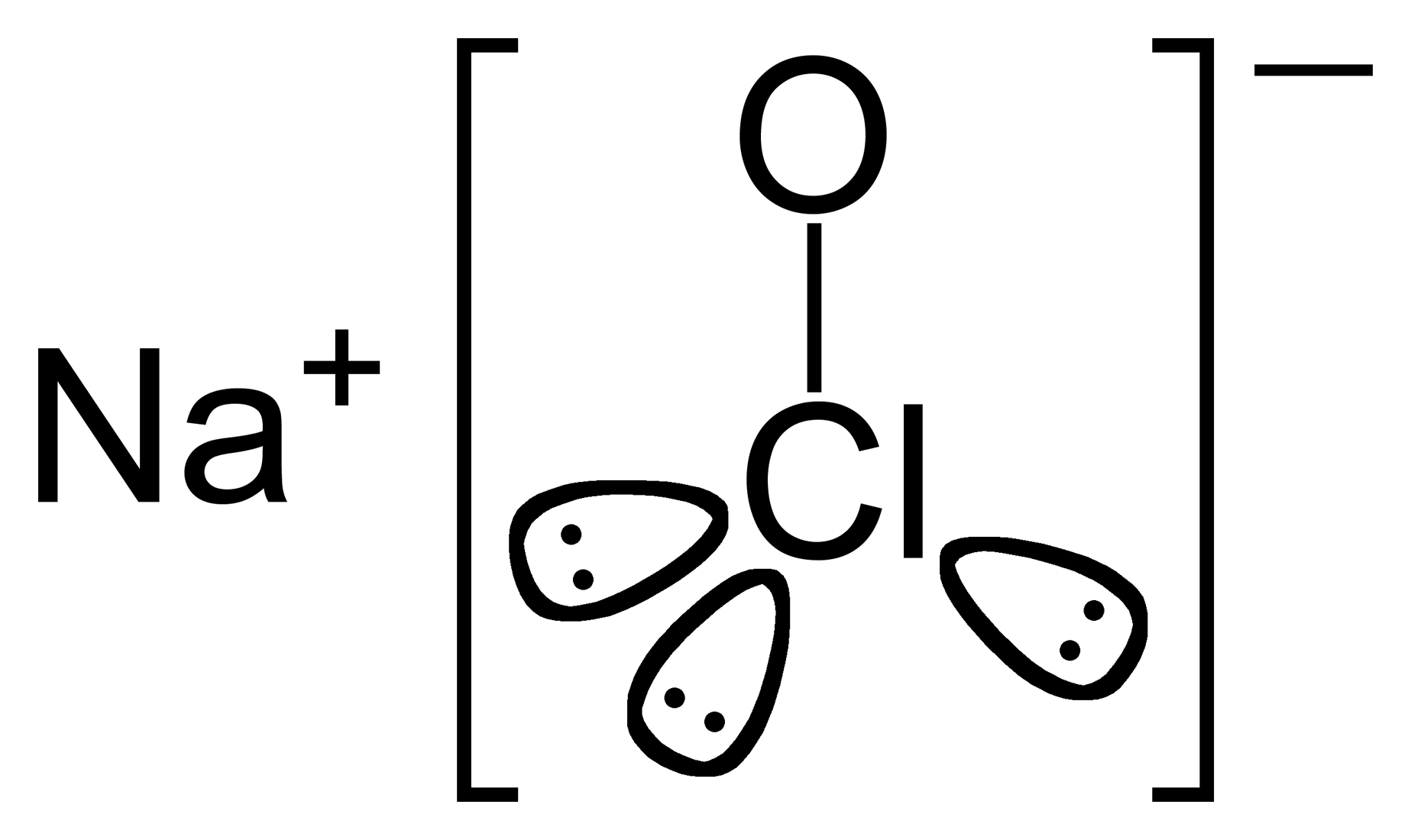
Cấu tạo phân tử NaClO

Javen hay là nước Javen là hỗn hợp khí sục Cl2 dư vào dung dịch NaOH. Nước Javen là hỗn hợp hai muối NaCl và NaClO. Muối NaClO có tính oxi hóa rất mạnh, do vậy nước Javen có tính tẩy màu và sát trùng. Do đó nó thường được dùng để tẩy trắng vải, sợi, giấy và tẩy uế chuồng trại vệ sinh.  Muối NaClO – muối của  axit yếu hipoclorơ, dễ tác dụng với CO2 trong không khí tạo ra axit hipoclorơ có tính oxy hóa mạnh.
Cl2 + 2NaOH → NaCl + NaClO + H2O
Nước Javen có tính tẩy màu vì nó có chứa NaClO. Tương tự như HClO, NaClO có tính oxy hóa rất mạnh nên phá vỡ các sắc tố màu sắc của các chất. Vì thế, Nước Javen được dùng làm thuốc tẩy trắng trong công nghiệp cũng như trong gia đình.

## Điều chế
Trong công nghiệp, nước Javen được sản xuất bằng cách điện phân dung dịch muối ăn (nồng độ từ 15 – 20%) trong thùng điện phân không có màng ngăn.
2NaCl + 2H2O → 2NaOH + H2 ↑ + Cl2 ↑
(Anot)    (Catot)
Do không có màng ngăn nên Cl2 thoát ra ở anôt tác dụng với NaOH (cũng vừa được tạo thành ở catôt) trong dung dịch tạo ra nước Javen.
Cl2 + 2NaOH → NaCl + NaClO + H2O

## Giải thích tên  gọi
Nước Javen được sản xuất lần đầu bởi Claude Louis Berthollet trong phòng thí nghiệm tại Javeln, Paris, Pháp bằng cách dẫn khí Clo vào dung dịch Natri cacbonat. Chất lỏng thu được là Eau de Javel (nước Javeln), dung dịch Natri hypoclorit yếu.